# 더 힐
더 힐(The Hill)은 영국에서 제작된 시드니 루멧 감독의 1965년 전쟁, 드라마 영화이다. 숀 코네리 등이 주연으로 출연하였고 케네스 하이먼 등이 제작에 참여하였다.

## 출연

### 주연
- 숀 코네리
- 해리 앤드류즈

### 조연
- 이안 배넌
- 알프레드 린치
- 오시 데이비스
- 로이 키니어
- 잭 왓슨
- 이안 헨드리
- 마이클 레드그레이브
- 노만 버드
- 닐 맥카시
- 하워드 구니
- 토니 카운터

## 제작진
- 원작자: R.S. 알렌
- 원작자: Ray Rigby
- Ass-PD: 레이몬드 앤자러트
- 미술: 허버트 스미스